# Ornithoctonus andersoni
Ornithoctonus andersoni là một loài nhện trong họ Theraphosidae.
Loài này thuộc chi Ornithoctonus. Ornithoctonus andersoni được Mary Agard Pocock miêu tả năm 1892.